# Tomás Inciarte
Pas d'image ? Cliquez ici

a Compétitions nationales et continentales officielles uniquement.

b Matchs officiels uniquement.
Dernière mise à jour le 22 mars 2025.
Tomás Inciarte, né le 22 octobre 1996 à Montevideo (Uruguay), est un joueur international uruguayen de rugby à XV et international de rugby à sept jouant aux postes de centre ou demi de mêlée aux Sharks de Miami.

## Biographie
Le grand oncle de Tomás Inciarte est José Luis Inciarte, l'un des survivants du Vol Fuerza Aérea Uruguaya 571. Son père est l'un des entraîneurs de l'équipe nationale uruguayenne lors de la Coupe du monde 2003.
Tomás Inciarte est formé au Old Christians Club et y commence sa carrière.
Il obtient sa première sélection avec l'Uruguay en 2018 contre le Brésil et marque un essai à cette occasion. En 2019, il est sélectionné avec son pays pour la Coupe du monde au Japon.
En 2020, il intègre le Peñarol Rugby qui participe à la Súperliga Americana. Il prend part au tout premier match de l'histoire de de la franchise : une victoire 45 à 14 en amical contre les Cobras. Il joue ensuite le premier match officiel qui se termine par une défaite à domicile face aux Chiliens de Selknam. Il s'agit de sa seule rencontre de l'année puisque la saison est ensuite interrompue à cause de la pandémie de Covid-19.
L'année suivante, pour la saison 2021, il est titulaire au poste de centre lors de la finale perdue 36 à 28 contre les Jaguares.
En 2022, il remporte le premier titre de l'histoire de la franchise en battant Selknam en finale. À la fin de la saison, il est nommé parmi les remplaçants de l'équipe type de la compétition. Il conserve ensuite son titre durant la saison 2023. Il est ensuite sélectionné avec l'Uruguay pour la Coupe du monde 2023. C'est durant cette année que Tomás Inciarte se révèle, ce qui lui permet d'être repéré et recruté en 2024 par les Sharks de Miami, club américain évoluant en Major League Rugby,.

## Palmarès
- Peñarol Rugby
  - Finaliste de la Súperliga Americana en 2021
  - Vainqueur du Súper Rugby Américas en 2022 et 2023